# Aursjøen
Aursjøen er en reguleret sø på grænsen mellem fylkerne Innlandet og Møre og Romsdal i Norge. Før reguleringen i 1953 var der tre søer, Gautsjøen mod syd (851 moh.), Grynningen i midten (837,5 moh.) og Aursjøen mod nord (831 moh). Søen udgør hovedmagasinet til Aura kraftverk. Med fuldt magasin er søen 30 km lang og rummer 561 millioner m³ vand. Højeste regulerede vandstand er 856 moh. Laveste regulerede vandstand er for Gautsjøen 843,5 moh, for Grynningen 837,5 moh og for Aursjøen 827,3 moh.
Fra gammel tid har der været en færdselsåre mellem Aursjøen og Grynningen. I 2006 stod Oppland fylkeskommune for udgravning af bopladser fra stenalder og bronzealder i dette område.
KNT opførte i 1893 sin første turisthytte ved Aursjøen. Hytten blev rejst ved vandkanten og havde 10 sengepladser. I 1910-1911 blev en ny hytte rejst højere oppe i terrænet for at imødegå planene om opdæmning. Hytten ligger ved anlægsvejen og er tilgængelig med privatbil, og er betjent.
Aursjøen ligger i dag som en kile mellem Dovrefjell-Sunndalsfjella nationalpark på østsiden og Dalsida landskapsvernområde (647 km²) på vestsiden. De beskyttede områder blev oprettet 3. maj 2002.

## Eksterne kilder og henvisninger
1. ↑  Sensasjonelt arkeologisk funn – NRK Hedmark og Oppland
2. ↑  Direktoratet for naturforvaltning, faktaark (Webside ikke længere tilgængelig)

- Flyfoto av Aursjøen før utbyggingen